# Kerala
Kérala (en malabar: കേരളം) es un estado de la República de la India. Su capital es Thiruvananthapuram (Trivandrum). Está ubicado en el extremo sudoeste del país, limitando al norte con Karnataka, al este con Tamil Nadu y al oeste con el mar de Laquedivas o mar Arábigo (océano Índico), coincidente con la costa de Malabar. Con 38 863 km² es el octavo estado menos extenso —después de Megalaya, Manipur, Mizoram, Nagaland, Tripura, Sikkim y Goa, el menos extenso— y con 859 hab/km², el tercero más densamente poblado, por detrás de Bihar y Bengala Occidental. También es el estado con más índice de desarrollo humano (IDH) de la India. Aparte, es también el estado con menos pobreza.
Se lo conoce por ser el más alfabetizado del país, con una tasa de más del 96%. El idioma oficial es el malabar aunque también existe un numeroso grupo de hablantes de tamil.

## Etimología

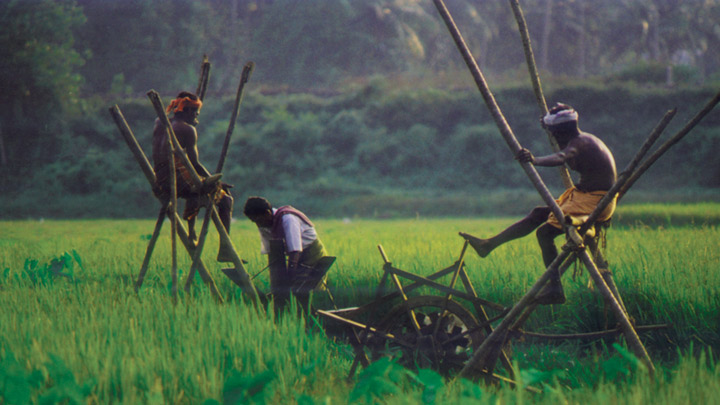
Agricultores que trabajan en turbinas de agua tradicionales manualmente para extraer agua a sus campos de arroz.

Una inscripción en roca datada del siglo III a. C., en el Imperio Maurya del emperador Asoka el Grande, se refiere al gobernante local como Kéralaputra (sánscrito para "hijo de Kérala" o "hijo de Chera [s]"). Esto es contradictorio a una teoría popular que señala que la etimología "kérala" deriva de "kera", o de un árbol de coco en malabar.
Dos mil años atrás, uno de los tres estados de la región se llamaba Cheralam en tamil clásico: Chera y Kera son variantes de la misma palabra. El mapa del comercio grecorromano Periplo del mar Eritreo refiere a este Keralaputra como Celobotra. Ralston Marr deriva "Kerala" de la palabra "Cheral" que hace referencia a la dinastía más antigua conocida de los reyes de Kerala. A su vez la palabra "Cheral" se deriva de la palabra proto-tamil-malabar para "lago". Otra teoría sugiere que el nombre se deriva del árabe "Khair Alá", en árabe: خير الله‎.

## Historia
La leyenda tradicional keralita proclama que Parashurama, avatar de Visnú, lanzó su hacha en el mar. Consecuentemente, la tierra de Kérala se presentó y fue reclamada de las aguas. El registro escrito conocido más antiguo que mencione a Kérala es el poema épico sánscrito conocido como Aitareya araniaka. Más adelante, figuras tales como Katiaiana (hacia el siglo IV a. C.) y Patañjali (hacia el siglo II a. C.) muestran en sus escritos una familiaridad ocasional con la geografía de Kérala.
En el año 77 d. C., el antiguo filósofo romano Plinio el Viejo menciona en su Naturalis historia (6.26) a Muziris (quizá las modernas Kodungallur o Pattanam) como primer puerto de la India. Más adelante, el autor desconocido del Periplo por la mar Eritrea observa que "Muziris y Nelkunda (moderno Kottayam) son ahora lugares ocupados".
Tanto el budismo como el jainismo, además del cristianismo nestoriano llegaron a Kérala muy pronto, de los nestorianos es derivada la actual Iglesia católica siro-malankara cuyos integranrtes suelen ser llamados familiarmente mapila —hermano—. Estas creencias convivieron con las del shivaísmo. En este estado —al igual que en el resto del sur de la India— la presencia del brahmanismo fue siempre marginal.
En 1498, el navegante Vasco da Gama llegó a Kérala procedente de Portugal. Estableció la primera fortaleza europea en Cochín en 1503, lo que sirvió a los portugueses para establecer un mayor control de las rutas utilizadas para el comercio de las especias.
Los holandeses vieron que el control de este próspero negocio estaba en peligro y consiguieron expulsar a los portugueses de sus fuertes.
A principios del siglo XVII, los ingleses se establecieron de un modo consolidado en la zona de Kérala.
El control británico no desapareció de este estado hasta la llegada de la independencia del país en 1947.
El moderno estado de Kérala se creó gracias a la amalgama de tres regiones: el reino de Travancore, el reino de Cochín y la provincia de Malabar. Thiruvithaamcoore y Cochín, antiguos estados principescos, se unieron el 1 de julio de 1949 para formar Thiru-Kochi. Malabar se unió a Thiru Kochi el 1 de noviembre de 1956 para formar el actual estado de Kérala.
Kérala es uno de los pradesh o estados federales de la India actual con más baja natalidad, esto se atribuye a su elevado grado de escolaridad, por el cual cada mujer keralí actualmente tiene solo un hijo.

## Geografía

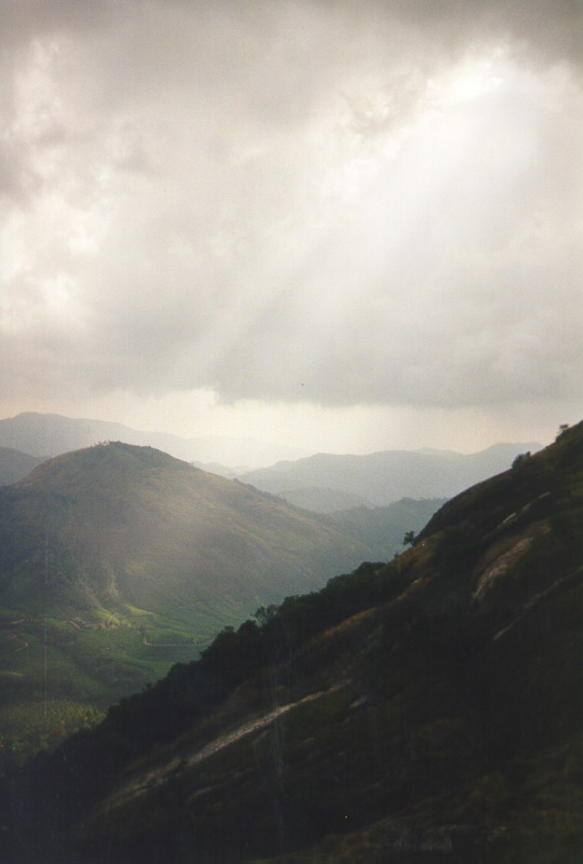
Anamudi del parque nacional de Eravikulam

Kérala está limitado por el mar Arábigo al oeste y los Ghats Occidentales al este. Los estados vecinos son el de Karnataka y Tamil Nadu.

Mahe, parte del territorio de la unión de Puducherry, está situado en el interior de Kérala.
Geográficamente, Kérala está dividido en tres regiones: las tierras altas o zonas montañosas; las tierras medias o de colinas; y las tierras bajas o zonas costeras.
El estado está atravesado por 44 ríos. Algunos de ellos son pequeños arroyos que se llenan únicamente durante el periodo del monzón.

## División administrativa
El estado indio de Kerala limita con los estados de Tamil Nadu, al sur y al este, con Karnataka al norte y la costa del mar de Lacadivas, al oeste. Los Ghats occidentales forman una pared montañosa casi continua, excepto cerca de Palakkad, donde hay un puerto natural de montaña conocido como Palakkad Gap. Cuando la India independiente amalgamó a los pequeños estados, los estados de Travancore y Cochin se integraron para formar el estado de Travancore-Cochin el 1 de julio de 1949. Sin embargo, Malabar permaneció bajo la provincia de Madras. La Ley de Reorganización de los Estados (States Reorganisation Act) del 1 de noviembre de 1956 elevó a Kerala a la condición de estado.
El estado de Kerala se divide en 14 distritos de ingresos. Sobre la base de la geografía, los distritos del estado generalmente se agrupan en tres partes:
- los distritos de Kerala del Norte (North Kerala) de Kasaragod, Kannur, Wayanad, Kozhikode, Malappuram;

- los distritos de Kerala Central (Central Kerala) de Palakkad, Thrissur, Ernakulam, Idukki;

- y los distritos de Kerala del Sur (South Kerala ) de Kottayam, Alappuzha, Pathanamthitta, Kollam, Thiruvananthapuram.

Dicha división regional se produjo como parte de los reinos históricos de Kochi, Travancore y de la provincia británica de Malabar. La región de Travancore se dividió nuevamente en tres zonas como Northern Travancore (Hill Range) (Idukki y partes de Ernakullam), Central Travancore (Central Range) (Pathanamthitta, Alappuzha y Kottayam) y Southern Travancore (South Range) (Thiruvananthapuram y Kollam).

### Estructura administrativa

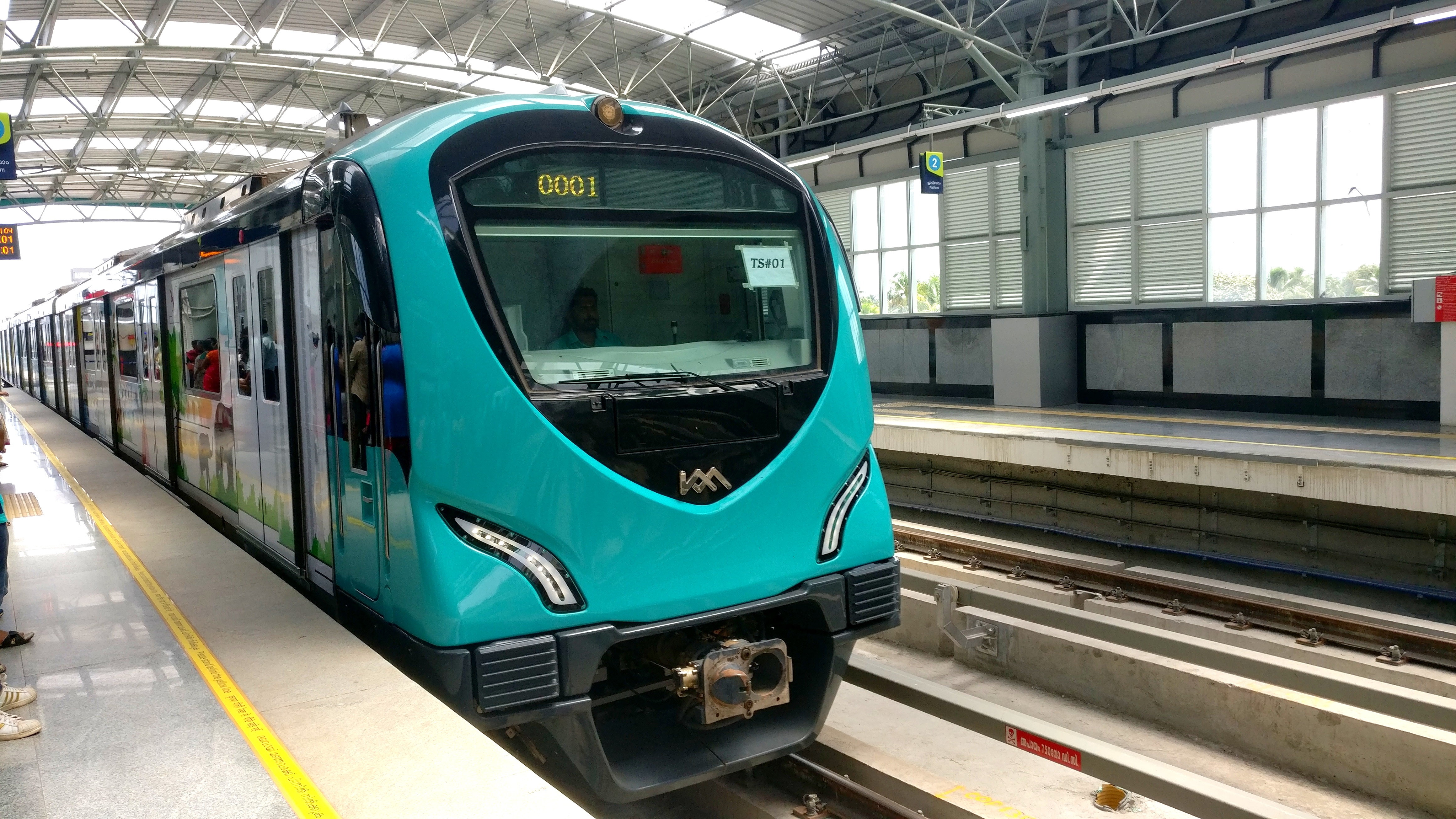
Tren del metro de Kochi

El estado de Kerala se ha dividido en 14 distritos, 75 taluks, 152  bloques de desarrollo comunitario, 941 Gram panchayats, 6 corporaciones y 87 municipalidades.
Un distrito está gobernado por un coleccionista de distrito (District Collector), que es un funcionario del Servicio Administrativo Indio (Indian Administrative Service, NIC) del cuadro de Kerala y es designado por el Gobierno del Estado de Kerala. Funcionalmente, la administración del distrito se lleva a cabo a través de los diversos Departamentos del Gobierno del Estado, cada uno de los cuales tiene una oficina propia a nivel de distrito. El recolector de distrito es el líder ejecutivo de la administración del distrito y los funcionarios de distrito de los distintos departamentos del distrito le prestan asesoramiento técnico en el desempeño de sus funciones. El coleccionista de distrito es un funcionario clave del gobierno que tiene grandes poderes y responsabilidades. Tiene una doble función tanto como agente del gobierno del estado como también como representante de las personas en el distrito. También es responsable del mantenimiento de la ley y el orden del distrito.
Aparte de las unidades urbanas, tales como los municipalidades de la ciudad y las unidades rurales llamadas Gram panchayats, otras subdivisiones administrativas gubernamentales incluyen taluks y 'bloques de desarrollo comunitario' ('community development blocks') también conocidos como bloques CD o bloques). Un taluk consiste en unidades urbanas tales como ciudades censales y unidades rurales llamadas gram panchayats. El Tahsildar a cargo de cada taluk es principalmente el funcionario de ingresos responsable de la recaudación de ingresos del taluk, pero también se espera que esté en contacto directo con la gente de todos los niveles y que tenga conocimiento de primera mano de las condiciones de cada aldea bajo su jurisdicción. El Tahsildar es asistido en cada aldea por funcionarios y asistentes de la aldea. Un bloque también se compone de ciudades del censo y Gram panchayats. Un bloque es administrado por un funcionario de Desarrollo de Bloques (Block Development Officer, BDO), que es designado por el Gobierno de Kerala. Un consejo de aldea encabezado por un presidente de Gram Panchayat administra un gram panchayat, que consiste en un grupo de aldeas.
Un Superintendente de Policía del Distrito, más conocido como Superintendente de Policía, dirige la organización de Policía de Distrito de la Policía de Kerala. Esto es según la Ley de policía de 1861, que es aplicable a toda la India. Los Superintendentes de Policía son funcionarios del Servicio de Policía de la India. Para cada subdivisión, hay una Policía de Subdivisión, encabezada por un funcionario de la Policía con el rango de Asistente del Superintendente de Policía o del Superintendente Adjunto de la Policía. Bajo las subdivisiones, hay círculos de la policía, cada uno dirigido por un inspector de la policía. Un círculo policial está formado por comisarías de policía, cada una de ellas dirigida por un inspector de policía o, en el caso de zonas rurales, por un subinspector de policía.

## Clima
Con alrededor de 120 a 140 días de lluvia al año, Kérala tiene un clima tropical húmedo y marítimo influenciado por las fuertes lluvias estacionales del monzón del suroeste y noreste del verano del monzón de invierno.
| Parámetros climáticos promedio de Kérala | Parámetros climáticos promedio de Kérala | Parámetros climáticos promedio de Kérala | Parámetros climáticos promedio de Kérala | Parámetros climáticos promedio de Kérala | Parámetros climáticos promedio de Kérala | Parámetros climáticos promedio de Kérala | Parámetros climáticos promedio de Kérala | Parámetros climáticos promedio de Kérala | Parámetros climáticos promedio de Kérala | Parámetros climáticos promedio de Kérala | Parámetros climáticos promedio de Kérala | Parámetros climáticos promedio de Kérala | Parámetros climáticos promedio de Kérala |
| Mes                                      | Ene.                                     | Feb.                                     | Mar.                                     | Abr.                                     | May.                                     | Jun.                                     | Jul.                                     | Ago.                                     | Sep.                                     | Oct.                                     | Nov.                                     | Dic.                                     | Anual                                    |
| ---------------------------------------- | ---------------------------------------- | ---------------------------------------- | ---------------------------------------- | ---------------------------------------- | ---------------------------------------- | ---------------------------------------- | ---------------------------------------- | ---------------------------------------- | ---------------------------------------- | ---------------------------------------- | ---------------------------------------- | ---------------------------------------- | ---------------------------------------- |
| Temp. máx. media (°C)                    | 28.0                                     | 30                                       | 31                                       | 32                                       | 34                                       | 34                                       | 30                                       | 29                                       | 29                                       | 30                                       | 30                                       | 31                                       | 34                                       |
| Temp. mín. media (°C)                    | 22                                       | 23                                       | 24                                       | 25                                       | 25                                       | 24                                       | 23                                       | 23                                       | 23                                       | 23                                       | 23                                       | 22                                       | 22                                       |
| [cita requerida]                         |                                          |                                          |                                          |                                          |                                          |                                          |                                          |                                          |                                          |                                          |                                          |                                          |                                          |

## Política
El estado de Kérala tiene dos partidos políticos importantes (el partido del Congreso y las comunistas), que se han ido alternando en el gobierno cada cinco años hasta que en 2021, el Partido Comunista rompe esta tendencia revalidando su victoria electoral anterior.
Kérala tuvo el primer gobierno comunista de la India dirigido por E. M. S. Namboodiripad, tras vencer las elecciones en el estado en 1957, cuando el partido comunista estaba unido (su gobierno fue sustituido de manera poco ortodoxa por el Partido del Congreso).
Más tarde el Partido Comunista de la India-Marxista ha dirigido otros gobiernos en Kérala.
En 1996, el frente de izquierda venció en las elecciones del estado con 80 escaños (de 140) de los cuales 44 correspondieron al PCI-M, uno de cuyos miembros dirigentes, E. K. Nayanar, asumió el gobierno.

## Economía

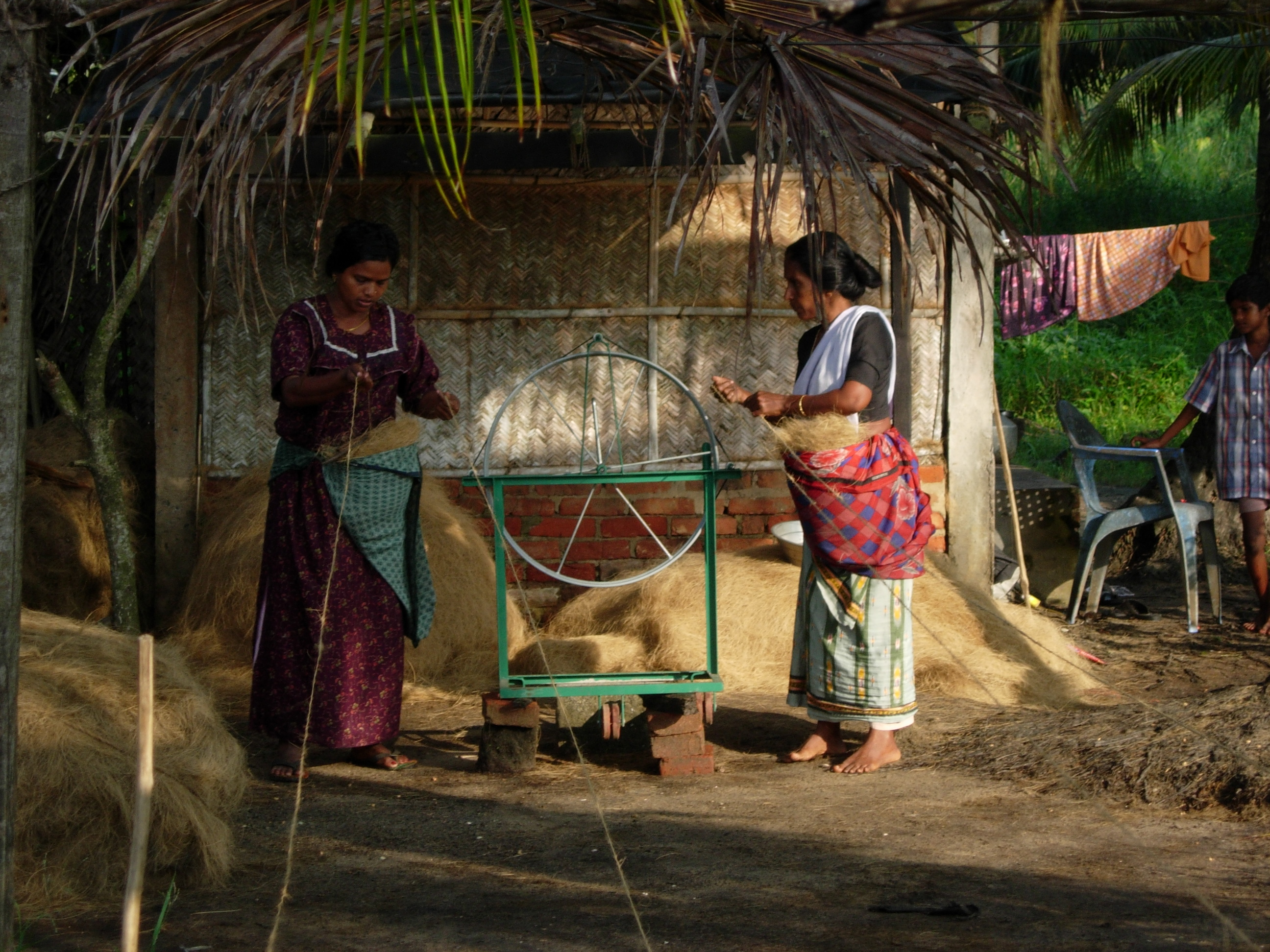
Mujeres rurales procesando hilos de fibra de coco.

Después de la independencia, el estado se gestionó como una economía del bienestar socialista democrática. Desde los años 1990, la liberalización de la economía mixta permitió onerosas restricciones de licencia Raj contra el capitalismo y la inversión extranjera directa al ser eliminada, lo que llevó a la expansión económica y el aumento del empleo. En los años fiscales 2007-2008, el producto estatal bruto interno nominal (GSDP) fue INR162414.79 millones de rupias (EE. UU. $ 26 000 millones).

## Turismo
Kerala es un destino muy popular para los turistas, tanto los nacionales como los extranjeros. Entre las principales atracciones turísticas del estado destacan sus playas, alguna de belleza especial como las de Kovalam o la de Varkala. También tiene estaciones de montaña como las de Ponmudi y Munnar. Destacan también las reservas de vida salvaje como la de Periyar y los Backwaters, lagunas de gran belleza entre las que destacan las de Alleppey y Kumarakom. Algunos edificios del estado merecen también una visita como el Palacio de Padmanabha Puram. Sultan Bathery es un lugar turístico visitado con frecuencia.

## Salud
Kérala tiene fama de tener el mejor sistema sanitario de la federación india. Con una sobrerrepresentación de las facultades de medicina y enfermería, el estado cuenta con 30.000 trabajadores sanitarios. Kérala cubre el 60% de los costes sanitarios, mientras que la media nacional es sólo del 20%.'
La tasa de natalidad, 17,2 ‰, es una de las más bajas de la India (25,4 ‰). La tasa de mortalidad general, 6,6 ‰, así como la mortalidad infantil, 11 ‰, también son bajas. Estas cifras han permitido a Kerala limitar su crecimiento demográfico al 9,4% en el periodo 1991-2001, frente al 21,3% del conjunto del país. Kérala es, pues, un modelo de transición demográfica en el país. Según Le Monde, este éxito se debe a una "ambiciosa política educativa y sanitaria: vacunación y reducción de la mortalidad infantil, descenso de la edad de matrimonio, disponibilidad de anticonceptivos y esterilización, pero también acción social, elevación del nivel educativo y promoción de la igualdad de género ".
El estado fue el primero del país en registrar casos de personas infectadas con Covid-19 en enero de 2020, tras el regreso de un estudiante de medicina indio de Wuhan (China). No obstante, se elogió la capacidad de respuesta de las autoridades ante la epidemia (medidas de detección y contención, liberación de fondos de emergencia, etc.). El Ministro de Hacienda, Thomas Isaac, consideró en esta ocasión que "la lucha contra el coronavirus pone de manifiesto una vez más hasta qué punto un sistema sanitario privado basado en seguros sería totalmente inadecuado para hacer frente a este tipo de desafíos". De hecho, las drásticas medidas adoptadas parecen haber permitido contener la epidemia (437 casos y dos muertes hasta el 24 de abril de 2020).'

## Alfabetización
El estado tiene la tasa de alfabetización más alta de la India, con un 94% en 2011, frente a la media nacional del 64%, según el censo de 2011. La tasa de alfabetización es del 92% para las mujeres y del 96% para los hombres.

## Galería

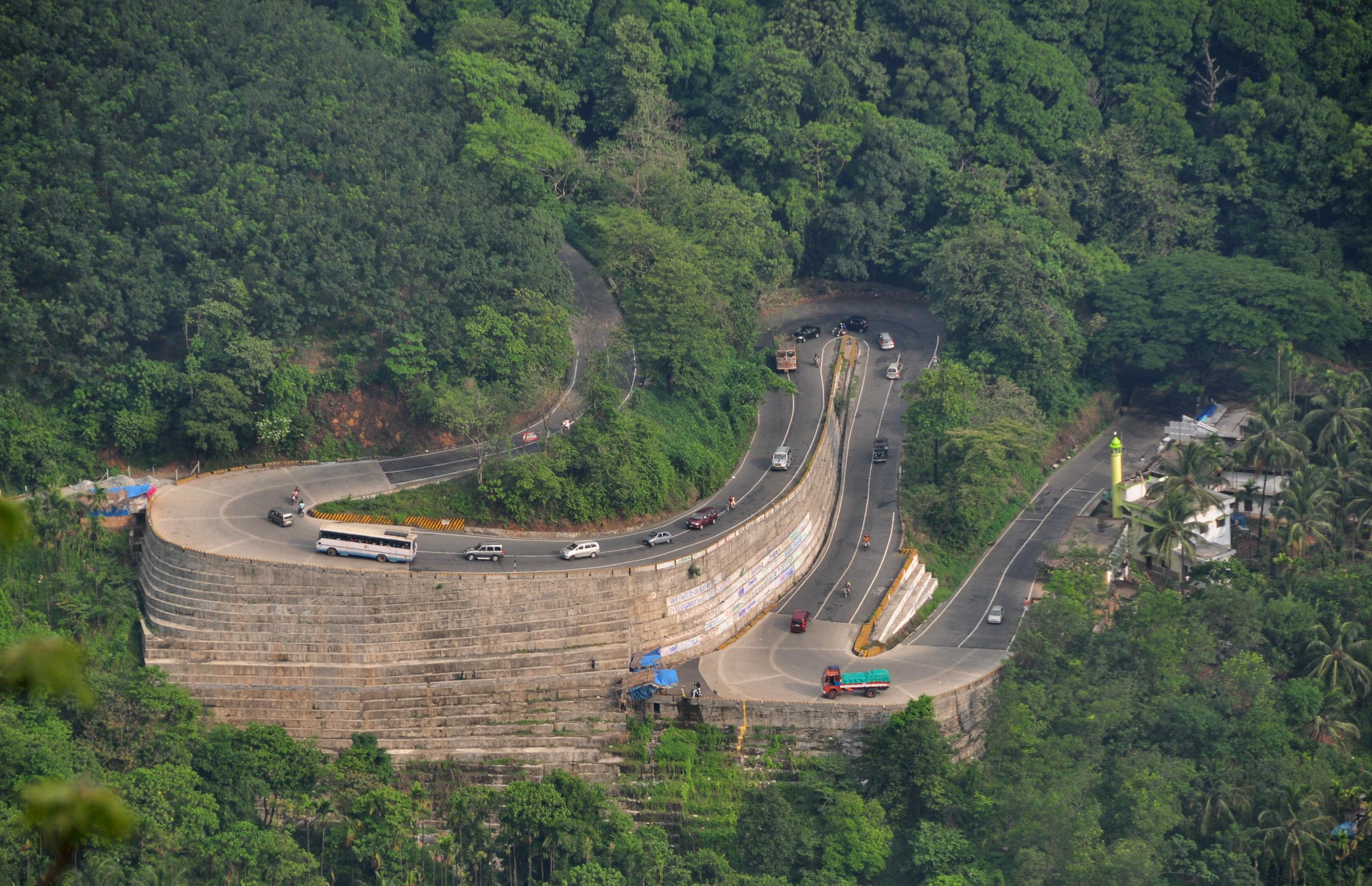
Ghat carreteras.
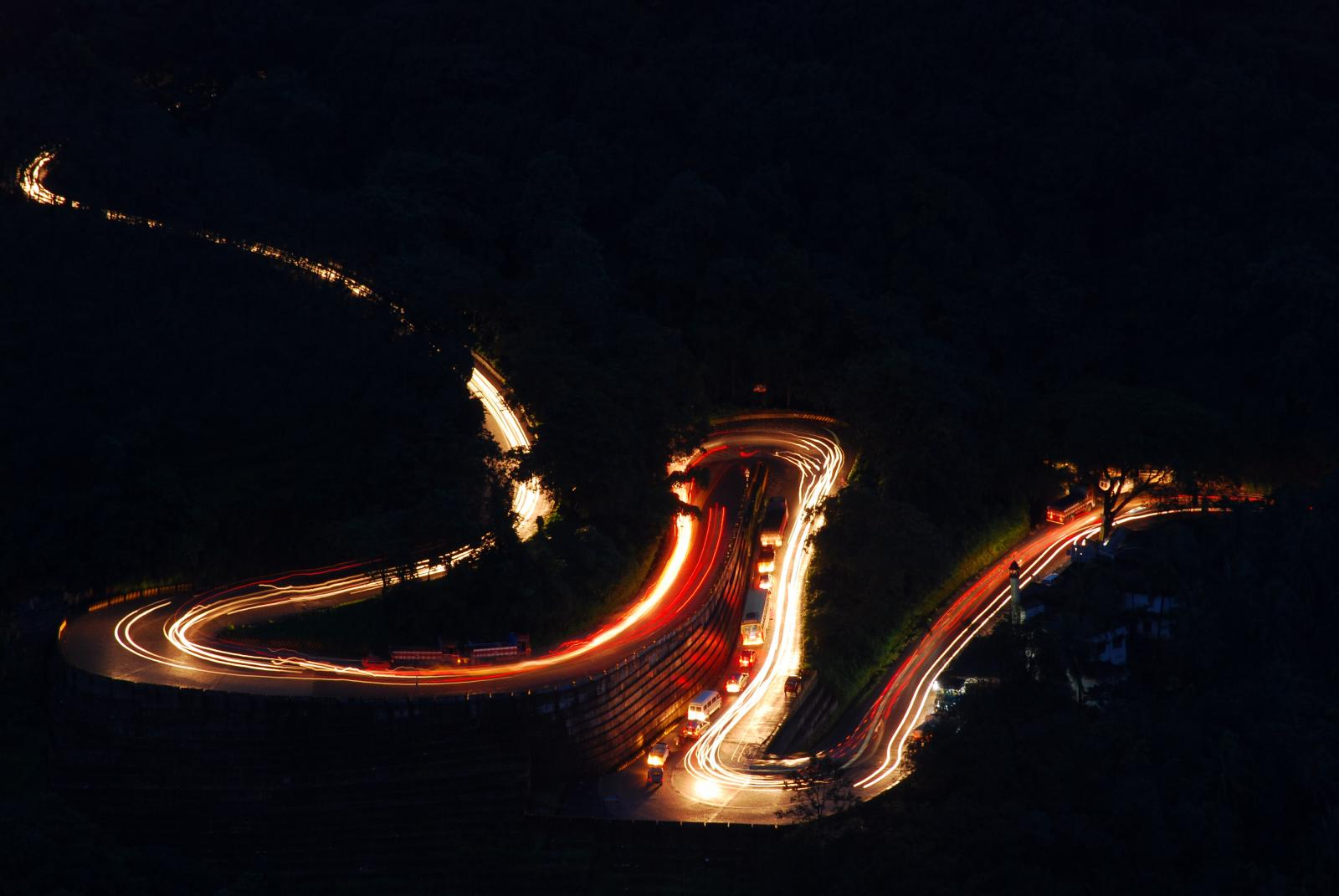
Ghat carretera en la noche.
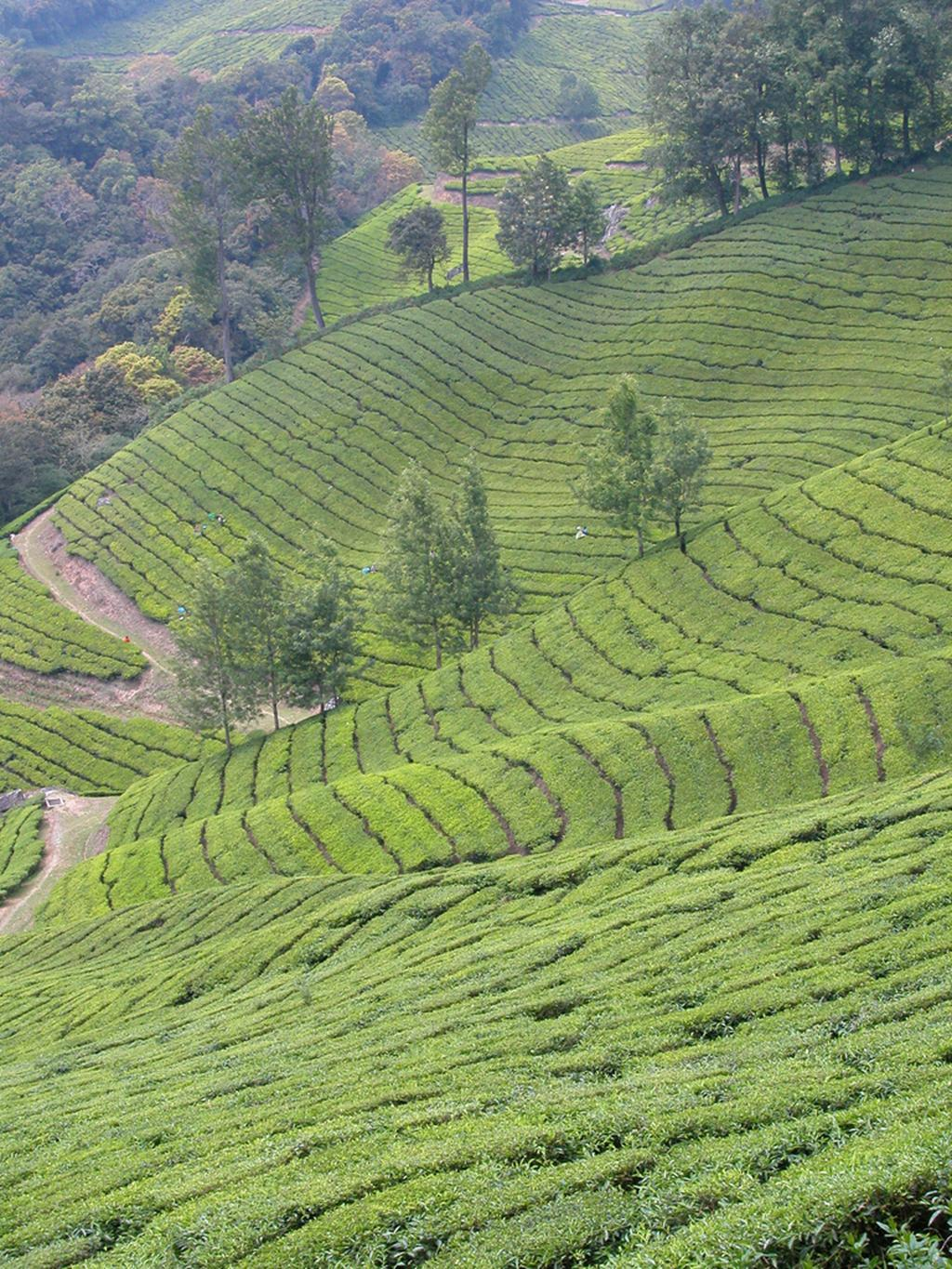
Carretera principal.
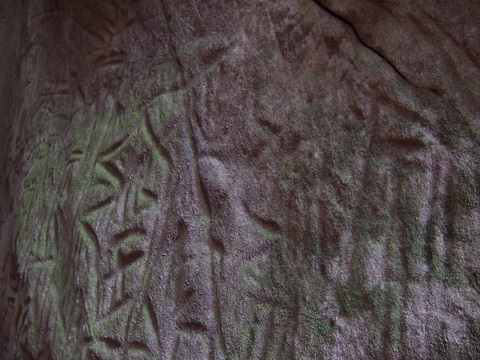
Pinturas rupestres 3000 a. C.
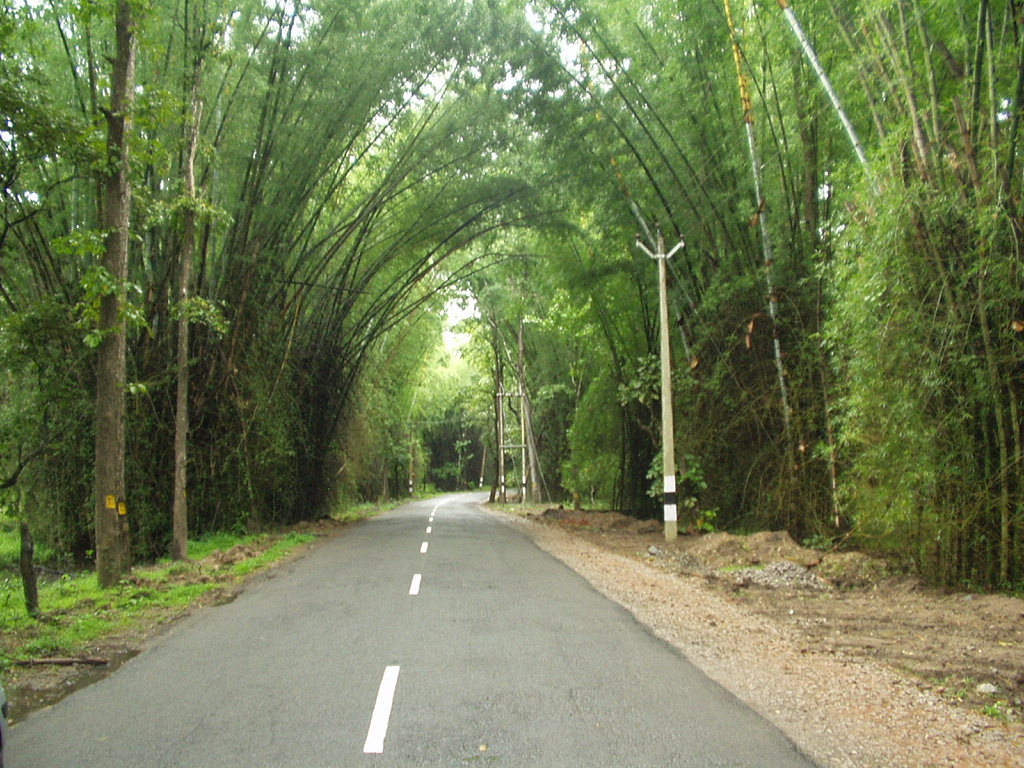
Forma principal de alta.
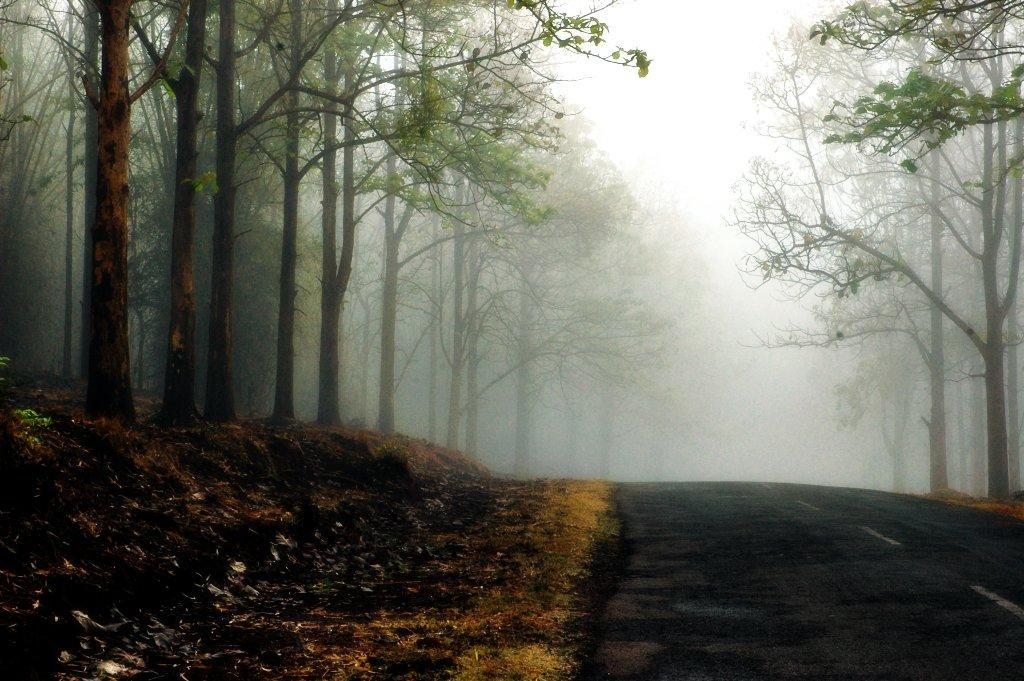
Carretera principal en la temporada de niebla.
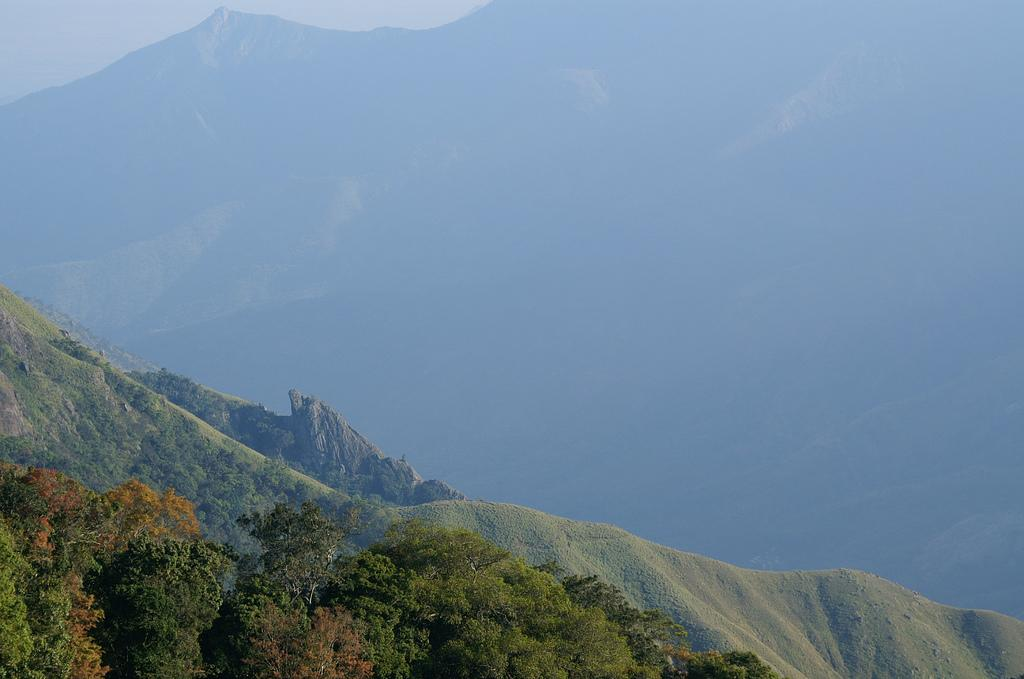
Montaña.
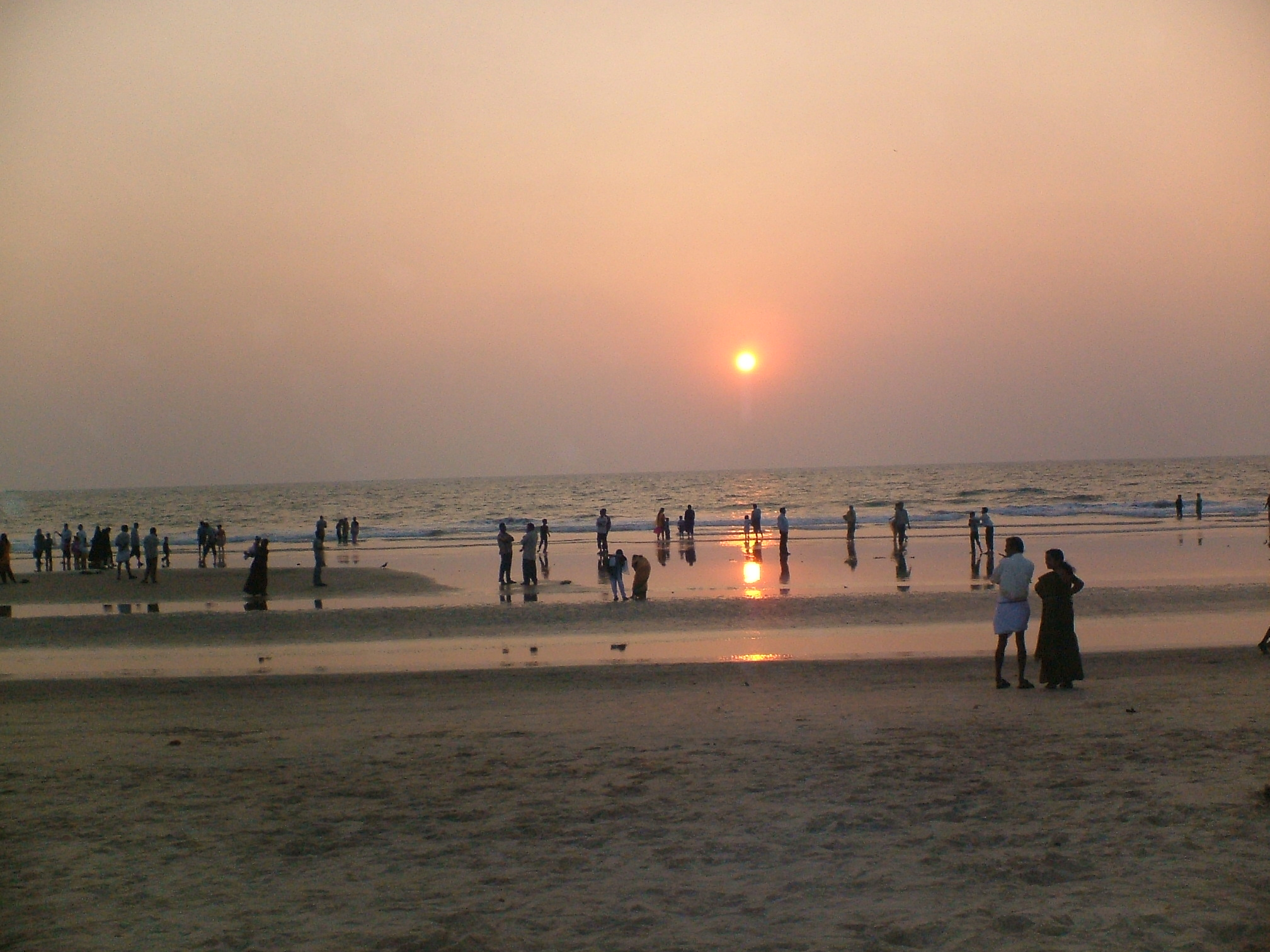
Playa de Kerala.
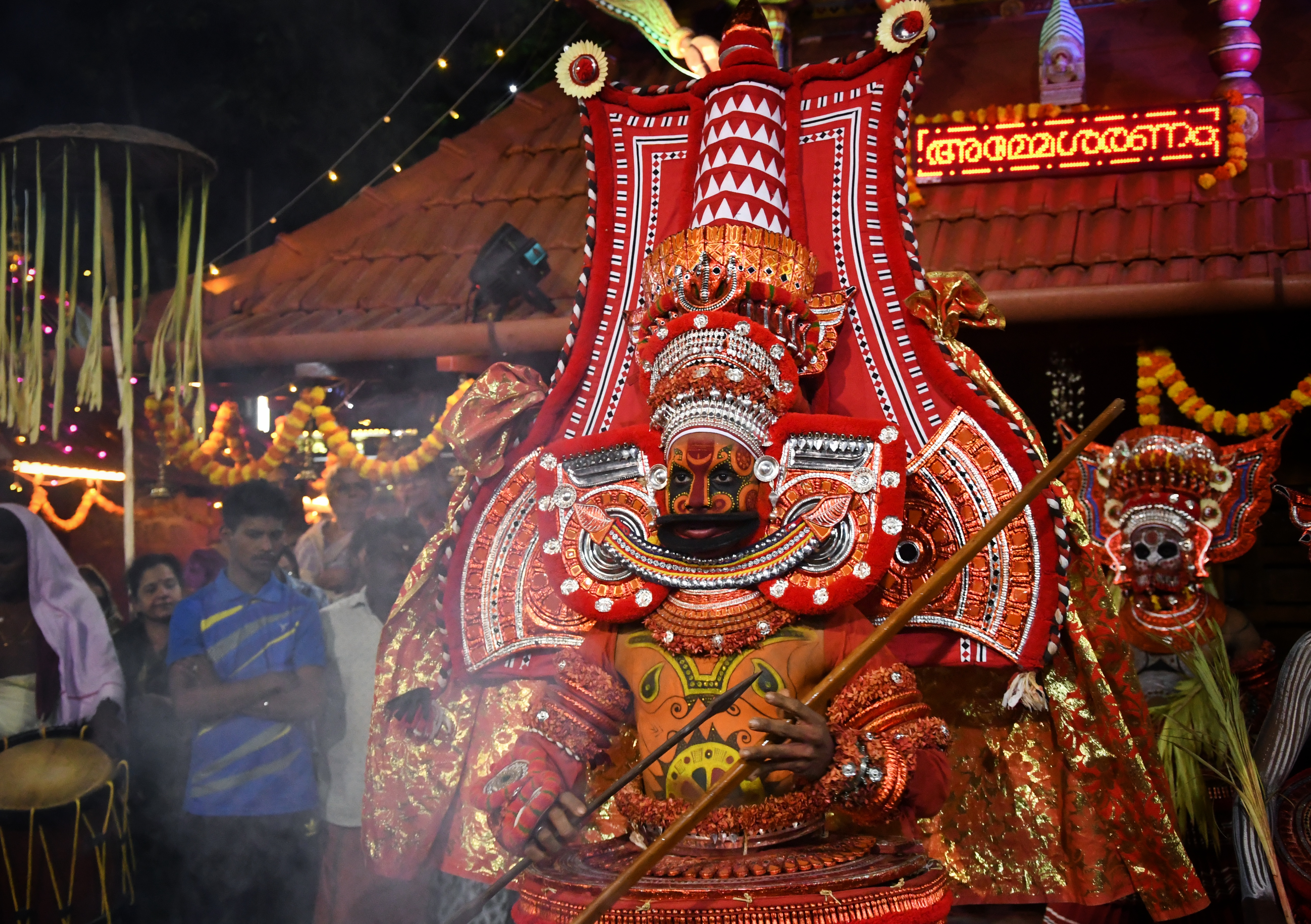
Theyyam of Kerala
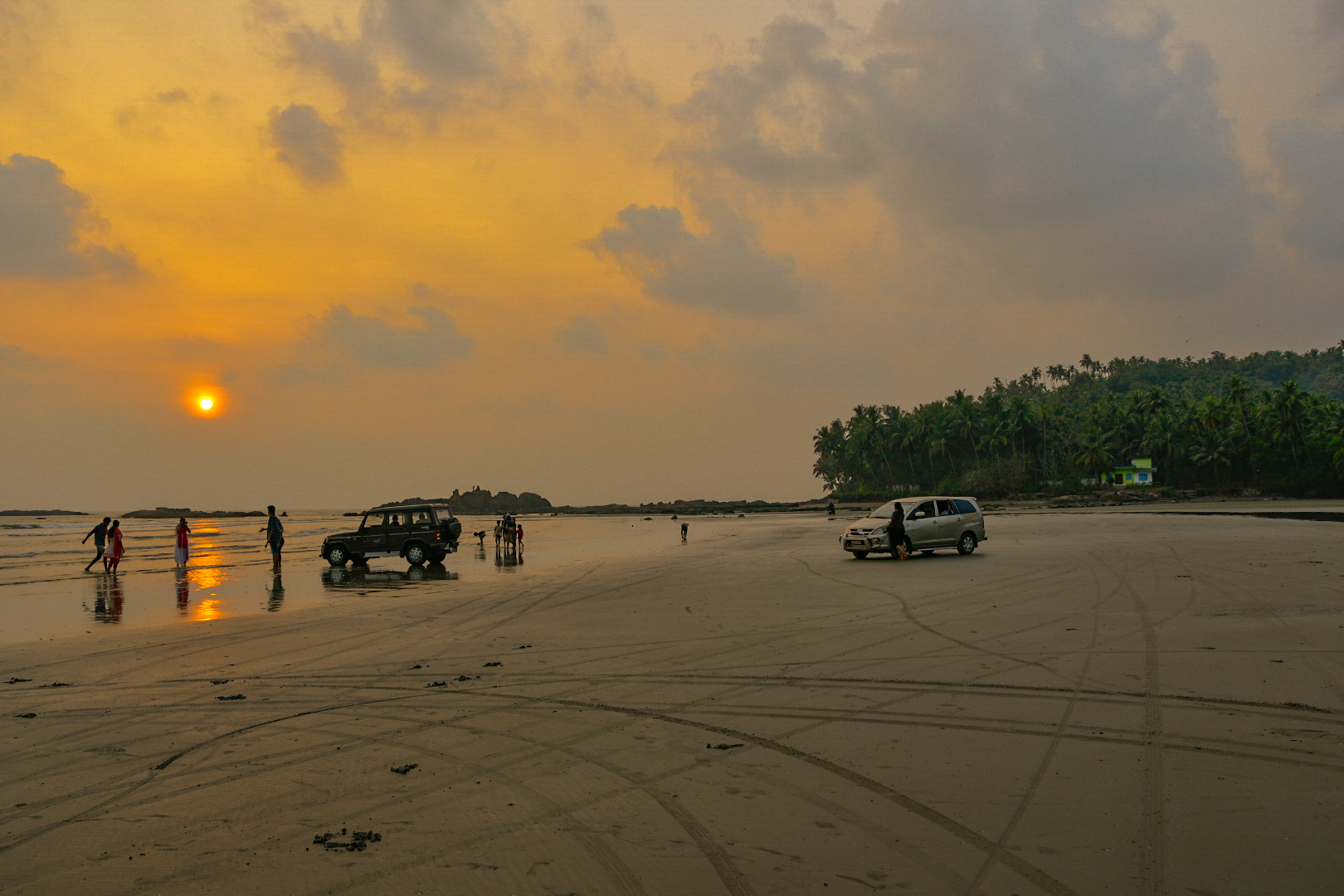
Muzhappilangad Drive-in Beach (The longest Drive-in beach of Asia

## Cultura

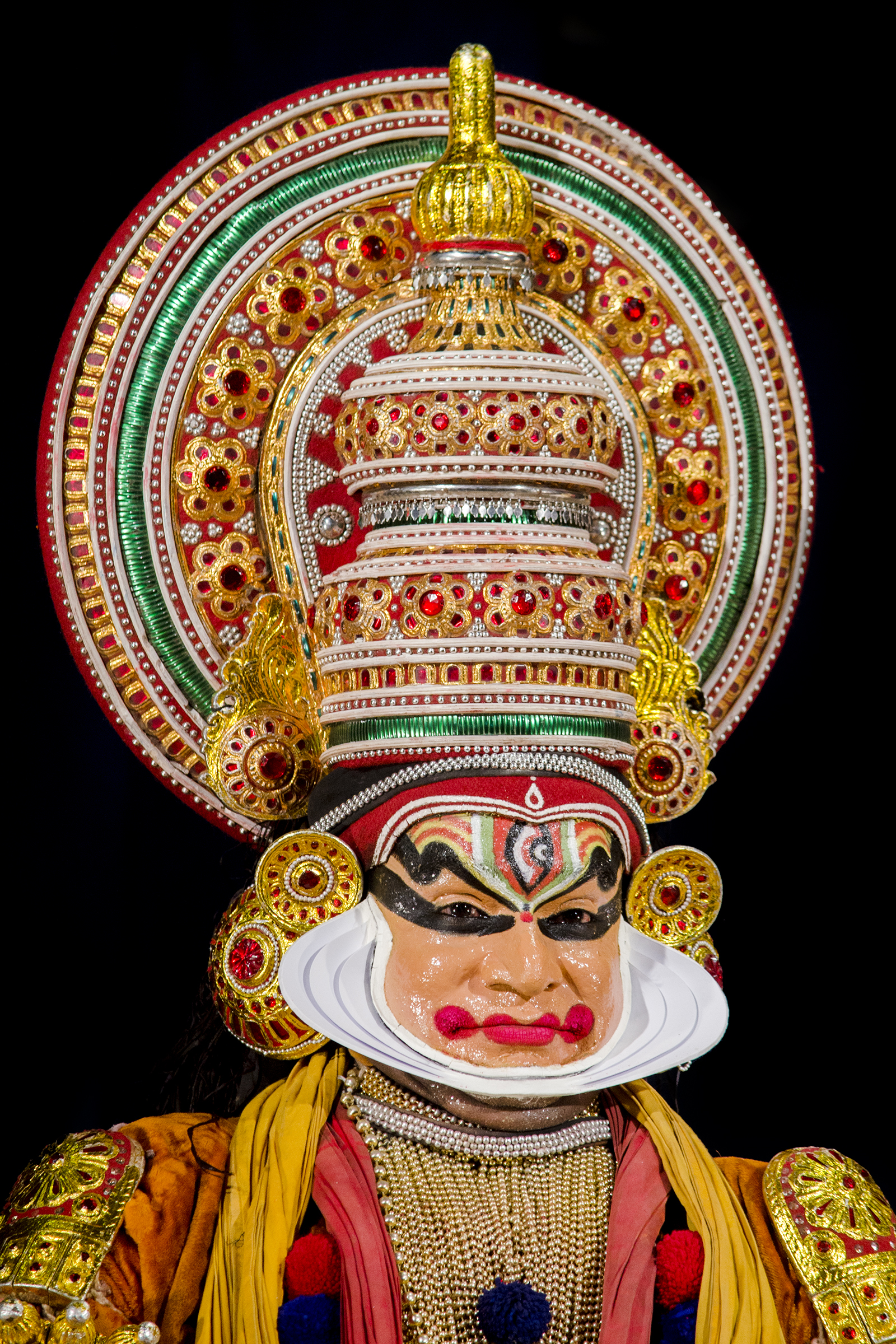
Un artista de Kathakali.

La cultura de Kérala es compuesto y cosmopolita en la naturaleza y es una parte integral de la cultura india. Se ha elaborado a través de siglos de contacto con las culturas vecinas y extranjeras. Sin embargo, la insularidad geográfica de Kérala respecto al resto del país se ha traducido en el desarrollo de distintivos estilos de vida, arte, arquitectura, lengua, literatura e instituciones sociales. Hay unas 10 000 fiestas que se celebran en el estado. El calendario malabar, un calendario solar comenzó a partir de 825 CE en Kérala, encuentra el uso común en la planificación de las actividades agrícolas y religiosos. 
La campaña en curso a partir de marzo de 2009 por Praveen JH et al del grupo social Petla para la propuesta de dominio de nivel superior de. Ker de Kérala, se centran en la creación de una identidad en Internet independiente para diversas comunidades lingüísticas y culturales de Kérala. Ellos fueron inspirados principalmente por el éxito de la cat. Creado para los sitios web en el Cornish o lenguaje catalán y Cornualles (Kernow), o sobre su cultura. Reclamación previa del World Magazine Cornish para este TLD propuesto desde 2008, aún no se ha finalizado, y en mayo de 2014, el TLD permanece sin asignar.

### Onam

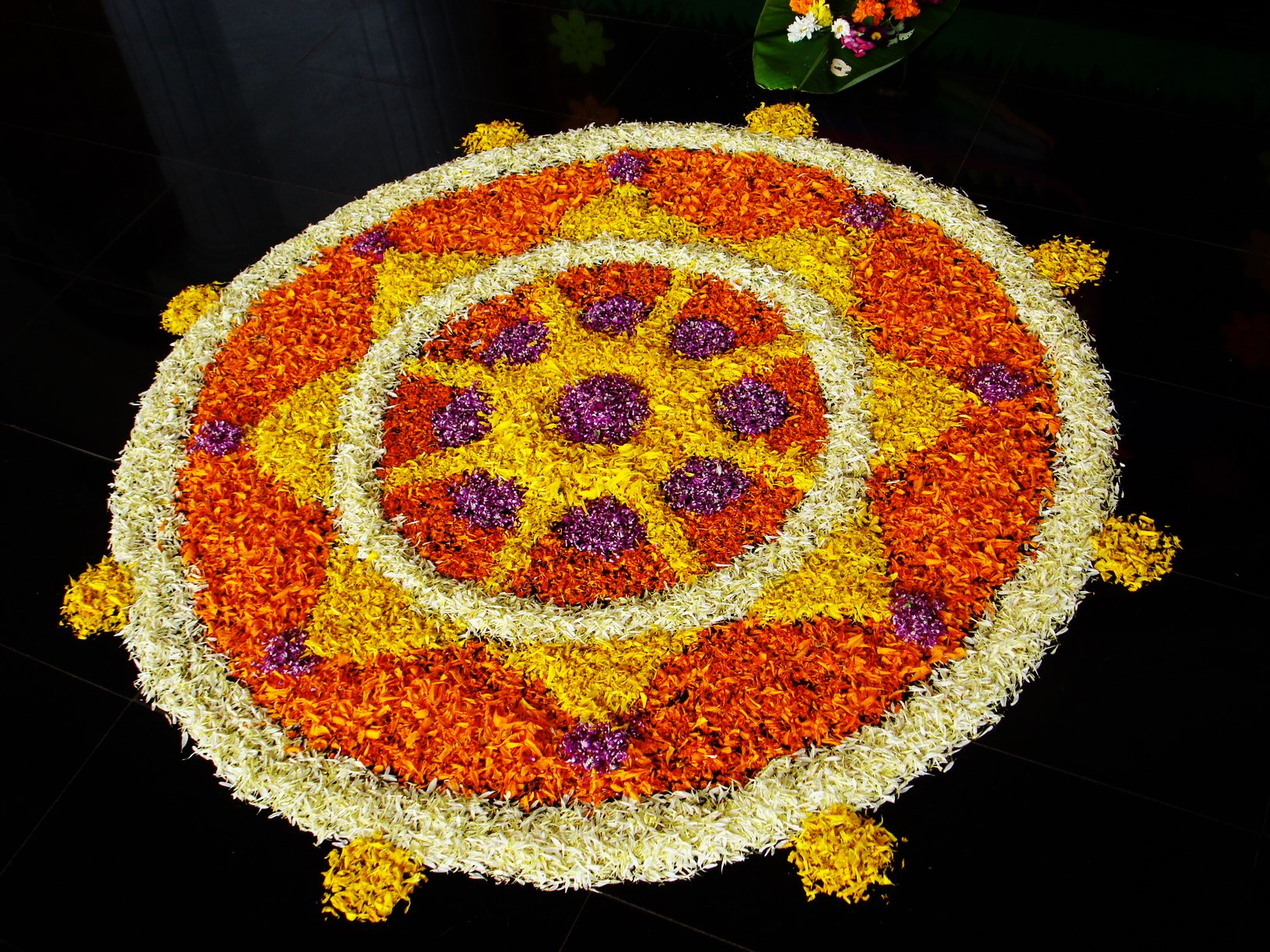
Onam

Onam (Malabar: ഓണം) es un festival de la cosecha celebrado por la gente de Kérala, India. Es también el festival de estado de Kérala, con días festivos estatales de 4 días a partir de Onam Eva (Uthradom) al cuarto día de Onam. Festival Onam cae durante el mes malabarm de Chingam (agosto-septiembre) y marca la conmemoración de Vamana Avatara de Vishnu y el posterior regreso al hogar del Rey Mahabali. Onam es una reminiscencia del pasado agrícola de Kérala, ya que se considera que es un festival de la cosecha.

### Distritos de Kerala
| °       |         |                    |        |                    |            |        |          |                                              | |      |
| ------- | ------- | ------------------ | ------ | ------------------ | ---------- | ------ | -------- | -------------------------------------------- | --- | ---- |
| Ranking | Ranking |                    |        | Sede               | Población  | Área   | Densidad |                                              | |      |
| Pob.    | Área    | Distrito           | Código | (capital)          | (2011)     | km²    | hab./km² | Establecido                                  | Subdivisiones | Mapa |
| KL-09   | KL-14   | Alappuzha          | KL-AL  | Alappuzha          | 2 121 943  | 1414   | 1501     | 17 de agosto de 1957                         | 6 taluks (Ambalapuzha (Alappuzha), Chengannur, Cherthala, Karthikappally (Haripad), Kuttanad (Mankombu) y Mavelikkara)               |      |
| KL-03   | KL-04   | Ernakulam          | KL-ER  | Kakkanad           | 3 279 860  | 3068   | 1069     | 1 de abril de 1958                           | 7 Taluks (Aluva, Kanayannur (Ernakulam), Kochi (Fort Kochi), Kothamangalam, Kunnathunad (Perumbavoor), Muvattupuzha y North Paravur) |      |
| KL-13   | KL-02   | Idukki             | KL-ID  | Painavu            | 1 107 453  | 4358   | 254      | 26 de enero de 1972                          | 5 taluks (Devikulam, Peermade, Udumbanchola (Nedumkandam), Idukki (Painavu) y Thodupuzha)                                            |      |
| KL-08   | KL-06   | Kannur             | KL-KN  | Kannur             | 2 525 637  | 2966   | 852      | 1 de enero de 1957                           | 5 taluks (Thalassery, Iritty, Kannur, Taliparamba y Payyanur)                                                                        |      |
| KL-11   | KL-13   | Kasaragod          | KL-KS  | Kasaragod          | 1 302 600  | 1992   | 654      | 24 de mayo de 1984                           | 4 taluks (Manjeshwar (Uppala), Kasaragod, Vellarikundu y Hosdurg)                                                                    |      |
| KL-07   | KL-08   | Kollam             | KL-KL  | Kollam             | 2 629 703  | 2491   | 1056     | 1 de noviembre de 1956 (1 de julio de 1949)  | 6 taluks (Kollam (Paravur), Karunagappally, Kunnathur (Sasthamkotta), Kottarakkara, Punalur y Pathanapuram)                          |      |
| KL-10   | KL-10   | Kottayam           | KL-KT  | Kottayam           | 1 979 384  | 2208   | 896      | 1 de noviembre de 1956 (1 de julio de 1949 ) | 5 taluks (Changanasserry, Kanjirappally, Kottayam, Vaikom y Meenachil (Palai)                                                        |      |
| KL-05   | KL-09   | Kozhikode          | KL-KZ  | Kozhikode          | 3 089 543  | 2344   | 1318     | 1 de enero de 1957                           | 4 taluks (Kozhikode, Thamarassery, Koyilandy y Vatakara)                                                                             |      |
| KL-01   | KL-03   | Malappuram         | KL-MA  | Malappuram         | 4 110 956  | 3550   | 1158     | 16 de junio de 1969                          | 7 taluks (Nilambur, Manjeri (Eranad), Kondotty, Perinthalmanna, Ponnani, Tirur y Tirurangadi)                                        |      |
| KL-06   | KL-01   | Palakkad           | KL-PL  | Palakkad           | 2 810 892  | 4480   | 627      | 1 de enero de 1957                           | 6 taluks (Alathur, Chittur, Palakkad, Pattambi, Ottappalam y Mannarkkad)                                                             |      |
| KL-12   | KL-07   | Pathanamthitta     | KL-PT  | Pathanamthitta     | 1 195 537  | 2637   | 453      | 1 de noviembre de 1982                       | 6 taluks (Adoor, Konni, Kozhencherry (Pathanamthitta), Ranni, Mallappally y Thiruvalla)                                              |      |
| KL-02   | KL-11   | Thiruvananthapuram | KL-TV  | Thiruvananthapuram | 3 307 284  | 2192   | 1509     | 1 de noviembre de 1956 (1 de julio de 1949)  | 6 taluks (Neyyattinkara, Kattakada, Nedumangad, Thiruvananthapuram, Chirayinkeezhu (Attingal) y Varkala)                             |      |
| KL-04   | KL-05   | Thrissur           | KL-TS  | Thrissur           | 3 110 327  | 3032   | 1026     | 1 de noviembre de 1956 (1 Jul 1949)          | 7 taluks (Kodungallur, Mukundapuram (Irinjalakuda), Chalakudy, Chavakkad, Thalapilly (Wadakkancheri), Thrissur y Kunnamkulam)        |      |
| KL-14   | KL-12   | Wayanad            | KL-WA  | Kalpetta           | 816 558    | 2131   | 383      | 1 de noviembre de 1980                       | 3 taluks (Mananthavady, Sultan Bathery y Vythiri Kalpetta)                                                                           |      |
| —       | —       | Total              | —      | —                  | 33 387 677 | 38 863 | 859,11   | —                                            | — | —    |

Hay 14 distritos en Kérala:
- Kasaragod

- Kannur

- Kozhikod

- Wayanad

- Pálakad

- Trishur

- Ernákulam

- Kótayam

- Idukí

- Alapuzha

- Patanamtitta

- Kolam

- Tiruanantapuram